# Токовиково
Токовиково — деревня в Городецком районе Нижегородской области. Входит в состав Бриляковского сельсовета.

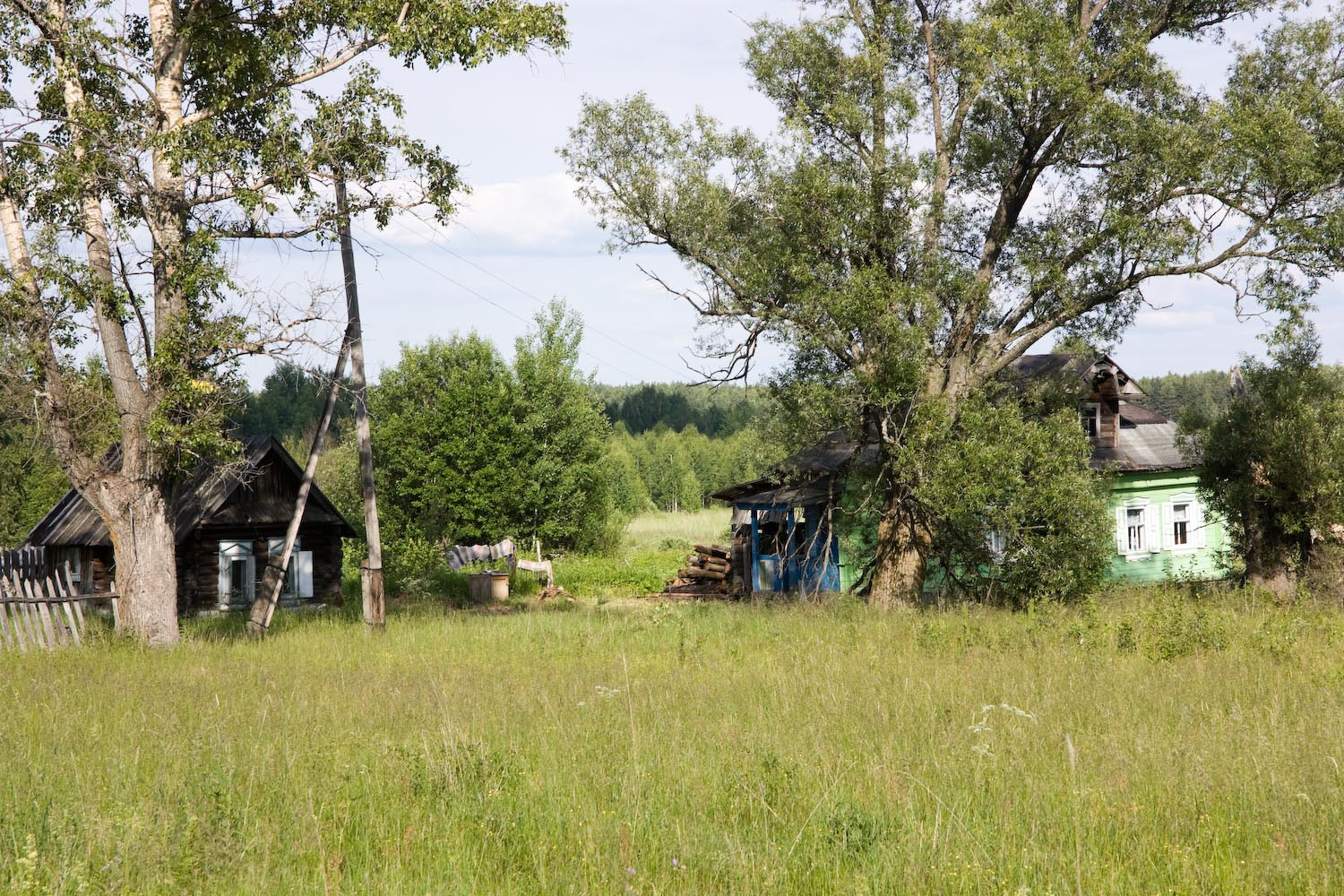
Дома в деревне